# Gerry Rafferty (album)
Gerry Rafferty è il primo album di raccolta del cantautore scozzese omonimo, pubblicato nel 1974.

## Tracce
1. Shoeshine Boy – 3:17
2. Rick Rack – 2:48
3. All the Best People Do It – 2:59
4. Look Over the Hill and Far Away – 3:40
5. Blood and Glory – 2:32
6. Song for Simon – 2:21
7. I Can't Stop Now – 4:41
8. So Bad Thinking (Rafferty, Joe Egan) – 3:20
9. Patrick – 3:22
10. Steam Boat Row – 2:05
11. Her Father Didn't Like Me Anyway – 4:35
12. Keep It to Yourself – 3:16
13. Coconut Tree – 1:57
14. Please Sing a Song for Us – 2:45
15. My Singing Bird – 3:18